# Alfa Romeo P1
Der Alfa Romeo P1 war der erste nur für den Rennsport konzipierte Typ des Automobilherstellers Alfa Romeo. Der werksseitig eigentlich GPR (Abkürzung für Grand Prix Romeo) genannte Wagen war von Giuseppe Merosi ab Anfang 1923 entwickelt worden. Bei der Konstruktion wurde bereits das für die Saison 1923 in Kraft tretende Zweiliter-Reglement berücksichtigt.

## Technik
Der P1 hatte einen Sechszylinder-Reihenmotor mit einem Hubraum von 1990 cm³. Bohrung und Hub des sogenannten Langhubers betrugen 65 mm × 100 mm. Mit diesem Motor, der bei 5000/min eine Leistung von 95 PS (71 kW) lieferte, erreichte das Modell eine Höchstgeschwindigkeit von 180 km/h. Der Motor war mit zwei obenliegenden Nockenwellen, 7 Hauptlagern (für die Kurbelwelle) und einer Doppelzündung ausgestattet. Die vollverkleidete Zweisitzer-Karosserie mit einem hinten positionierten Tank war auf einem konventionellen Leiterrahmen montiert und bestand aus Aluminiumblech.

## Rennhistorie
Das erste Rennen, das mit dem neuen P1 bestritten werden sollte, war der Große Preis von Italien im Autodromo Nazionale Monza am 9. September 1923. Die Rennstrecke war erst im Vorjahr nur etwa 20 km entfernt vom Alfa-Romeo-Werk eröffnet worden.
Die drei gebauten Wagen wurden den Fahrern Antonio Ascari mit der Nummer 6, Giuseppe Campari mit der Nummer 12 und Ugo Sivocci mit der Nummer 17 anvertraut. Am Vortag des Rennens, während des Trainings am 8. September, verunglückte Sivocci tödlich, als er mit seinem Auto auf der nassen Straße in der Vialone-Kurve (heute Ascari-Kurve) von der Strecke abkam. Alfa Romeo sagte daraufhin die Teilnahme am Rennen ab. Das bedeutet, dass der P1 (zumindest als Alfa-Romeo-Werksrennwagen) keinen Grand Prix absolviert hat.
Sivocci, der einen gewissen Hang zum Aberglauben hatte, fuhr entgegen seiner Gewohnheit diesmal ohne das Quadrifoglio Verde auf seinem Auto und bekam außerdem noch die Startnummer 17 zugelost, die in Italien als Unglückszahl gilt.
In Trauer entschied Alfa Romeo, sich für den Rest dieser Saison vom Rennsport zurückzuziehen, und die Weiterentwicklung des P1 wurde aufgegeben. Eine weitere Folge des Unglücks war die Ablösung von Merosi als technischer Leiter des Werksteams von Alfa Romeo durch Vittorio Jano. Diese Wahl wurde bereits am Tag nach dem Tod von Sivocci getroffen. Die Firmenleitung gab Merosi eine Hauptschuld an der Tragödie und beschloss daher, ihn zu ersetzen. Jano begann sofort, ein neues Auto zu entwerfen, und der P2 entstand.
Im Jahr 1924 wurde ein Motor mit Roots-Kompressor auf einem P1 installiert, wodurch eine bemerkenswerte Steigerung der Leistung erzielt wurde, die nun 115 PS bei 5000/min betrug. Dieser Wagen bekam die Bezeichnung P1 Compressore.